# Egenutgivning

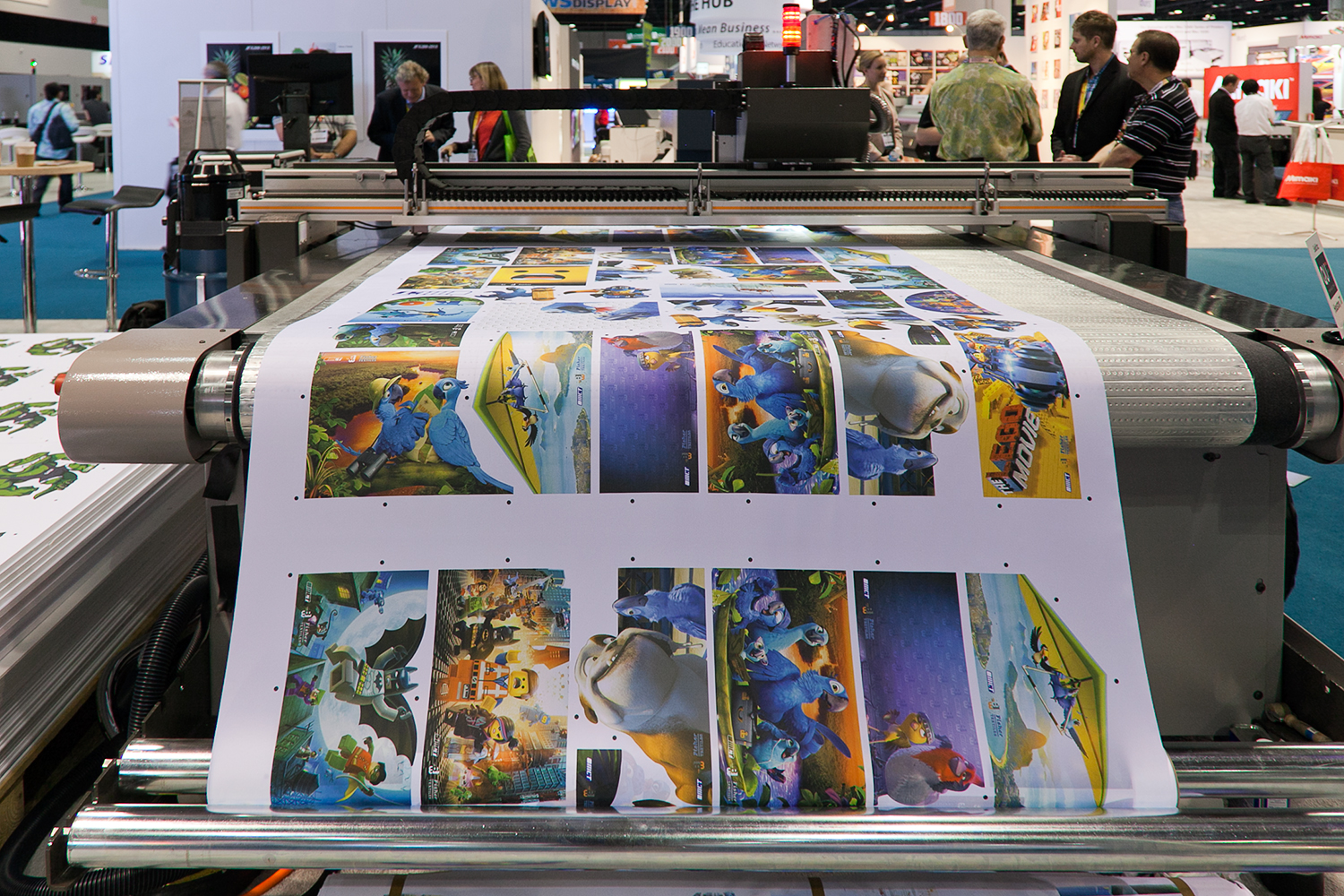
Digital storformatsskrivare vid bokproduktion. Ett antal digitala innovationer har på senare år drivit på den egenutgivna delen av bokbranschen.

Egenutgivning (även egenpublicering eller självpublicering) syftar på att verkets skapare publicerar texten, musiken eller liknande utan eller med endast ringa hjälp av bokförlag, musikförlag, fackvetenskaplig tidskrift eller liknande. Skaparen agerar här inte bara författare utan även förlagsredaktör, sköter kontakten med tryckeri eller annan produktionsprocess och genomför marknadsföring och distribution på egen hand.

## Olika branscher
Egenutgivning är vanligt inom flera olika yrkesgrenar. Här inkluderas bokutgivning, musikutgivning och vetenskaplig publicering. Till skillnad från traditionell utgivning finns stora möjligheter att styra över innehållet, kortare handläggningstider och färre personer att dela vinsten på eventuell försäljning med.
Verk som är egenpublicerade betraktas ofta med ett mått av skepsis, eftersom de (ofta) inte genomgått lika hård kontroll från professionella lektörer, redaktörer och korrekturläsare. Rent tekniskt är egenutgivna utgåvor numera ofta på en nivå jämförbar med riktiga bokförlags produkter.

## Böcker

### Översikt och internationellt
Egenutgivning inom bokbranschen har blivit vanligare med senare års innovationer inom tryckteknik. Print on demand (beställtryck, exemplartryck via särskild digital fotokopiatorteknik) har inneburit mer ekonomiska tryckningar av mindre upplagor, och Internet har underlättat både författande, redaktionsarbete och marknadsföring. Print on demand lanserades i runt 1993, och Internet slog igenom några år senare.
Storbritannien och USA är två bokmarknader som tidigt etablerat en större produktion av egenutgivna böcker. I båda länderna har också storbolag själva etablerat sig på den nya marknaden med tjänster för hugade egenutgivare. Bland annat har Amazon.com skapat Createspace, som enligt uppgift producerat/-r 39 procent av alla självpublicerande författare i USA; i januari 2014 var samtliga titlarna på Amazons tio-i-topplista egenutgivna verk. Samtidigt har Penguin köpt upp – det skedde 2012 – egenutgivningsplattformen Author solution. I början av 2015 beräknades över hälften av alla böcker ges ut som egenutgivna produktioner.

### Sverige
Även i Sverige har egenutgivningen på senare år fått en allt större omfattning. Ett mått på detta är siffrorna på pliktexemplar (=alla utgivna böcker på svenska) som löpande lämnas in till Kungliga Biblioteket (KB). 2014/2015 motsvarade detta 22 000 volymer om året, och av dessa var cirka 2 500 böcker från "enstaka utgivare"; tio år tidigare var denna mängd ungefär 1 500 volymer på årsbasis.
Bland de böcker som KB-personalen katalogiserade år 2000 hade 23 procent en utländsk tryckort. 2014 var motsvarande siffra 60 procent. Detta utnyttjande av utländska tryckerier – av stora som små förlag – har underlättats av "PDF-effekten", vilket är det faktum att tryckoriginal numera ofta skickas som filer i PDF-format över Internet. Detta har dramatiskt sänkt både kostnaden och tröskeln för att kunna ge ut böcker.
I Sverige finns år 2015 flera olika publiceringsplattformar som hjälper egenutgivaren med processen till färdig bok. Publit och Vulkan förlag är två exempel, och Bonniers planerar också att ta sig in på den här nya tjänstemarknaden. I början av 2015 registrerade bokbranschens databas Bokrondellen månatligen cirka 40 nya bokutgivare.
Den ökande egenutgivningen innebär ofta att böcker som refuserats av bokförlagen ändå får en chans att komma ut. Flera etablerade svenska förläggare anser att detta leder till att läsarna får svårare att orientera sig i ett allt större bokutbud, av ofta mer ojämn kvalitet.
Denna kritik tar den nya intresseorganisationen Egenutgivarna lätt på; man hävdar att egenutgivna böcker mer konkurrerar med andra fritidsaktiviteter och att ett bredare utbud kan leda till en ökad läsning. Bland Författarförbundets nya medlemmar kommer numera (2014) cirka 13 procent av medlemsansökningarna från egenutgivare, och Egenutgivarna har sedan grundandet 2011 fått över 200 medlemmar.

## Musik
Egenpublicering görs även inom musikvärlden. Även här underlättas produktionen av den ökade digitaliseringen, med möjligheter till hemmastudior och digitala redigeringsprogram/mixeranläggningar på eller kopplade till hemmadatorn. Digital distribution via filer kan ske utan inkopplade skivbolag, men baksidan är ofta större svårigheter att nå ut till de tänkta konsumenterna.
Även inom musikbranschen finns det motsvarigheter till bokvärldens utgivningstjänster och hybridförlag; i det förra fallet får egenutgivaren betala för marknadsföring och distribution, i det senare fallet står hybridförlaget även för redaktionella tjänster. I båda fallen kan egenutgivaren få tillgång till förlags-/bolagsetikett på sin utgåva.